# Onuphis texana
Onuphis texana är en ringmaskart som först beskrevs av Fauchald 1982.  Onuphis texana ingår i släktet Onuphis och familjen Onuphidae.
Artens utbredningsområde är Mexikanska golfen. Inga underarter finns listade i Catalogue of Life.